# Glen Ullin
Glen Ullin is een plaats (city) in de Amerikaanse staat North Dakota, en valt bestuurlijk gezien onder Morton County.

## Demografie
Bij de volkstelling in 2000 werd het aantal inwoners vastgesteld op 865.
In 2006 is het aantal inwoners door het United States Census Bureau geschat op 824, een daling van 41 (-4.7%).

## Geografie
Volgens het United States Census Bureau beslaat de plaats een oppervlakte van
2,8 km², waarvan 2,7 km² land en 0,1 km² water. Glen Ullin ligt op ongeveer 634 m boven zeeniveau.

## Plaatsen in de nabije omgeving
De onderstaande figuur toont nabijgelegen plaatsen in een straal van 40 km rond Glen Ullin.